# Veli Lošinj

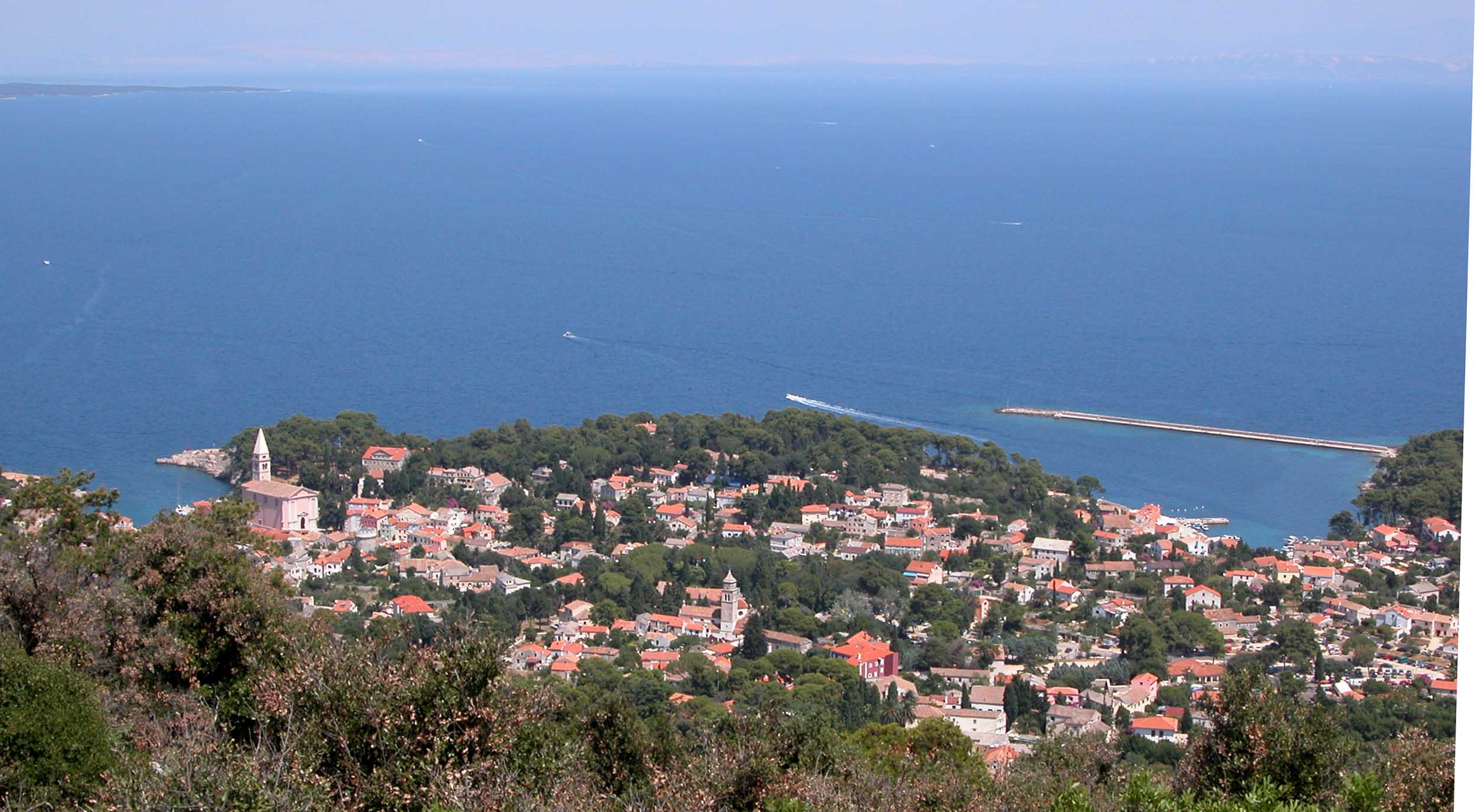
Blick vom Berg Sv. Ivan auf Veli Lošinj (links) und Rovenska mit Wellenbrecher (rechts)

Veli Lošinj [ˈvɛli ˈlɔʃiɲ] (deutsch Groß-Lötzing, italienisch Lussingrande) ist eine Ortschaft auf der kroatischen Insel Lošinj. Der Ort liegt am Fuß des Berges Sv. Ivan (Hl. Johannes) in einer engen Bucht auf der südöstlichen Seite der Insel. In einer weiteren südlichen Einbuchtung liegt der Ortsteil Rovenska mit einem Fischerhafen. Der inzwischen deutlich größere Ort Mali Lošinj (wörtlich: Klein-Lošinj) ist etwa 4 km entfernt.
Veli Lošinj hat etwa 900 Einwohner und ist die ursprünglich erste Siedlung auf der Insel. Die Bewohner leben heute überwiegend vom Tourismus. Zahlreiche Villen und mehrere Parkanlagen zeugen von einer reichen Vergangenheit. Sie wurde bis zum Ende des 19. Jahrhunderts durch Schiffbau und Segelschifffahrt geprägt. Danach entwickelte sich zunächst ein besonderer Heilklima-Kurtourismus während der Wintermonate, später der heute weit dominierende Sommertourismus. Die Vegetation ist gekennzeichnet durch dichte Pinienwälder mit einer Vielfalt anderer auch subtropischer Pflanzen. In der Meeresumgebung („Aquatorium“) ist eine Kolonie von bis zu 150 Delfinen beheimatet.

## Sehenswürdigkeiten

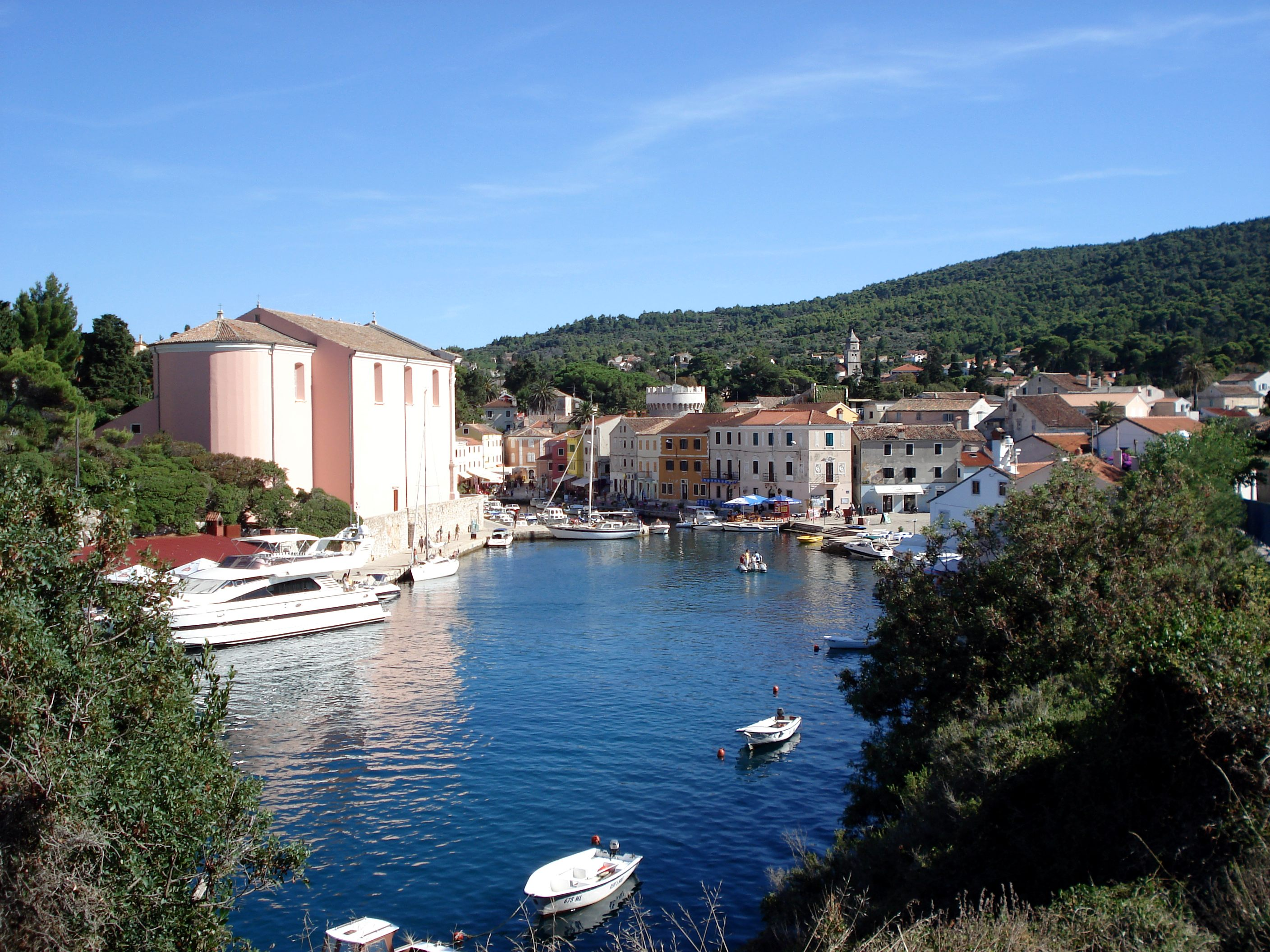
Hafen von Veli Lošinj

- Hafen in Veli Lošinj und im Ortsteil Rovenska
- Wellenbrecher am Hafen Rovenska, 1856 erbaut. Er schützt den Ort vor den orkanartigen Windböen der Bora.
- Turm „Kula“ aus dem 15. Jahrhundert, seit 2001 als Museum und Galerie eingerichtet. Hier befindet sich eine ständige Ausstellung zur Geschichte der Stadt und ihrer Umgebung, dazu kommen wechselnde Kunstausstellungen. Vom Obergeschoss bietet der Turm eine Panorama-Aussicht über die Stadt. Der Turm ist heute das Symbol auf dem Wappen von Veli Lošinj. Eine Besonderheit des Museums ist die Ausstellung eines Replikats des „kroatischen Apoxyomenos“: 1999 wurde vom Meeresgrund zwischen den Inseln Veli Orjule und Lošinj eine große, außergewöhnlich gut erhaltene Bronzestatue aus dem 2. oder 1. Jahrhundert vor unserer Zeitrechnung geborgen. Sie zeigt einen griechischen Athleten, der sich nach einem Wettkampf mit einem Schabeinstrument reinigt. Das Original wurde im Herbst 2012 in einer Sonderausstellung im Pariser Louvre gezeigt. Inzwischen wird es in Mali Lošinj präsentiert.[2]
- Meeres-Schutzzentrum „Blaue Welt“ mit Forschungsstation: In den 1980er Jahren begann die Erforschung der Delfinpopulationen in der Adria.  1999 wurde in Veli Lošinj das Institut für Meeresforschung und -Schutz Plavi Svijet („Blaue Welt“) gegründet. Aufgabe ist neben der Erforschung und dem Schutz des Meeres und der Organismen, die in ihm leben, die Erziehung zum Schutz des Ökosystems und der gefährdeten Arten. Dazu wurde 2003 das „Edukative Zentrum des Meeres in Lošinj“, das erste dieser Art an der Adria, gegründet. Es enthält eine Ausstellung, zeigt audiovisuelle Präsentationen und macht besondere Angebote für Kinder. In den Sommermonaten begleiten internationale Freiwillige die Forschungsarbeit. Einzelpersonen oder Organisationen können einzelne Delfine „adoptieren“. Das Aquatorium in der Nähe der Insel wurde 2006 von der kroatischen Regierung zu einem Delfin-Schutzgebiet erklärt. Seit 1993 wird in Veli Lošinj jeweils Anfang August der „Tag der Delfine“ gefeiert; 2012 wurde der Termin auf Anfang Juli verlegt.
- Kirchen: Gemeindekirche Sv. Antun Opat (Barockbau, 1767 bis 1774 erbaut, mit reicher Ausstattung, war zeitweise Kathedrale des letzten Bischofs von Osor, Rakamarić). Kirche Gospe od Anđela (1510 erbaut, um 1730 im Barockstil erneuert). Kirche Sv. Nikola aus dem 14. Jahrhundert, möglicherweise älter. Kirche Sv. Ivana Krstitelja (1755) auf dem Gipfel des Berges Sv. Ivan sowie weitere Kapellen.
- Naturpark Podjavori an der ehemaligen Winterresidenz des Erzherzogs Karl Stephan von Habsburg (jetzt befindet sich in dem Haus eine Kureinrichtung zur Behandlung von allergischen Erkrankungen der Atmungsorgane und der Haut). In dem Park wurden mehr als zweihundert botanische Arten angesiedelt.
- Galerie Nenad Levinger

## Geschichte

### Besiedlung

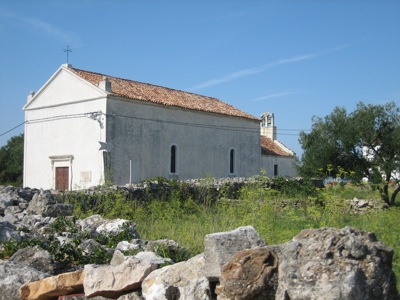
Kirche Sv. Nikola

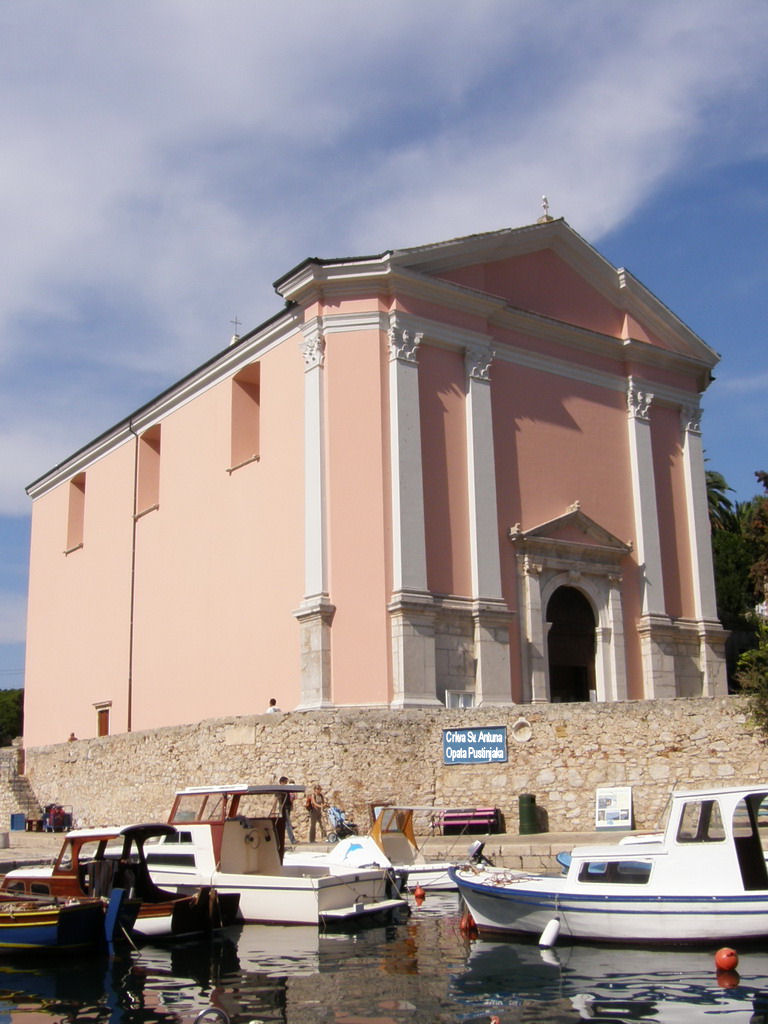
Haupt-Gemeindekirche Sv. Antun

Bis ins 16. Jahrhundert wird die Insel Lošinj auf Karten auch als „Insel Osorski“ bezeichnet, weil sie im Besitz einer adligen Familie von Osor war. 1384 wird erstmals die Bezeichnung „Isola di Lussin“ erwähnt. Die erste Besiedlung wird auf 1280 datiert. Obrad Harnovic soll damals 12 Familien vom Festland aus zur Bucht Javorna gebracht haben. Die Voraussetzungen für die legale Ansiedlung hatte Harnovic zuvor mit den politischen und religiösen Autoritäten in Osor geklärt. Die erste Siedlung „Velo Selo“ („Großes Dorf“) entstand um eine kleine einschiffige Kirche Sv. Nikola (St. Nikolaus) herum. Ein Überbleibsel der alten Bebauung, Hramina genannt, existiert noch als Ruine auf dem Berggipfel. Möglicherweise gehen die Ursprünge der Sv. Nikola-Kirche sogar auf das 12. Jahrhundert zurück, wo Mönche des Basilianerordens schon vor der „offiziellen“ Besiedlung der Insel gelebt haben sollen. Im 18. Jahrhundert wurde die Kirche im Barockstil erneuert und erweitert. Sie bekam zusätzlich einen der Hl. Anna geweihten Altar und trägt daher auch den Namen Sv. Ana. Der älteste Ortsteil heißt heute Harnovicevo (nach Obrad Harnovic). Ein Teil der Bewohner zog später von dort zum Hügel Trzica und gründete die Siedlung Garina. Zwischen den beiden Siedlungen entstanden weitere: Brdina, Podjavori, Strazica und Grbica. Im 16. Jahrhundert siedelten sich Fischer an der Rovenska-Bucht an.
Veli Lošinj entwickelte sich in zwei Teilen weiter: dem „oberen Dorf“ und dem „unteren Dorf“. Das obere Dorf war von Kroaten bewohnt, die „Zgorinjci“ genannt wurden und vor allem von Ackerbau und Seefahrt lebten. Dieser Ortsteil besteht heute aus den Straßen Grbica, Rialto, Kunsil, Harnovicevo und Podjavi. Das „untere Dorf“ war vorwiegend von Italienern bewohnt, „Dolinjci“ genannt. Sie betrieben Fischfang und Handel. Dieser Ortsteil besteht heute aus den Straßen Kastel, Slavojna, Garina, Sestavina, Kaciol und Zad Bone.
Im 15. Jahrhundert entstand an der Hafeneinfahrt auch die Vorgängerkirche der jetzigen Gemeindekirche Sv. Antun Opat (St. Antonius Abt).
Ab dem 18. Jahrhundert wuchs die Stadt in der Form eines Amphitheaters um die Veli Lošinjer Bucht herum, mit einem zentralen Platz am Hafen.

### Politische Geschichte
Veli Lošinj teilte weitgehend die politische Geschichte der ganzen Insel Lošinj mit einer Reihe von wechselnden Herrschaften: Osor, Venedig, Kroatien-Ungarn, Österreich-Ungarn, Frankreich, Italien, deutsche Besatzung, Sozialistische Föderative Republik Jugoslawien. Unter französischer Herrschaft wurde Veli Lošinj die Unabhängigkeit von Osor gewährt. So entstand am 24. August 1806 zunächst der Gemeinderat Mali und Veli Lošinj, am 11. Februar 1808 der eigenständige Gemeinderat Veli Lošinj. Der erste Bürgermeister war Kapitän Simun Budinic. Das Rathausgebäude am Hafen wurde 1870 gebaut. Die Gemeinde blieb selbständig bis 1945. Inzwischen gehört sie verwaltungsmäßig zu Mali Lošinj.

### Veli Lošinj als Schiffsbau- und Seefahrtszentrum

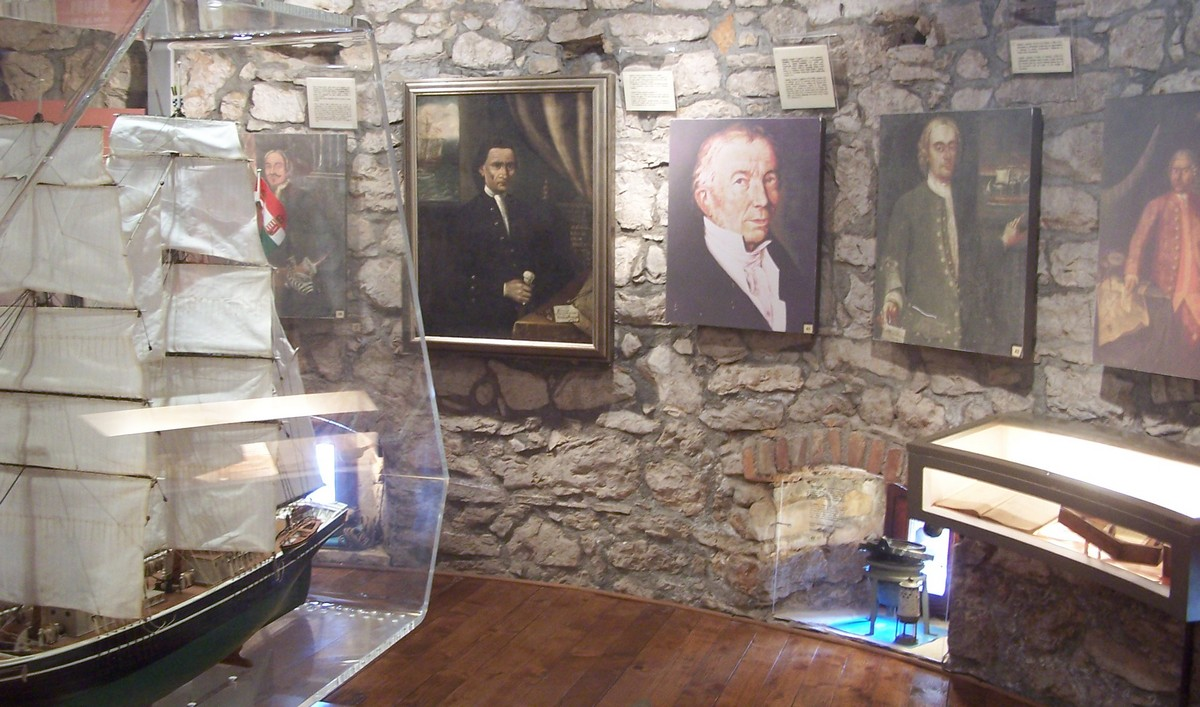
Darstellung der Schiffsbau- und Seefahrertradition im Museum Kula

In der Mitte des 19. Jahrhunderts war Lošinj das zweitgrößte Zentrum der Segelschifffahrt in der östlichen Adria. Schiffe aus Lošinj fuhren bis zu den großen Seehäfen in Nord- und Südamerika. Der Höhepunkt der Entwicklung war 1869 erreicht, wo die Schiffsbesitzer aus Mali und Veli Lošinj 127 Langstrecken-Segelschiffe besaßen. Der Bau von Schiffen erreichte einen ersten Höhepunkt während des Krimkrieges (1855 und 1856) und einen zweiten in den 1870er Jahren.
Eine Reihe berühmter Kapitäne stammt aus Veli Lošinj. Petar Petrina (1606–1693) segelte 1650 von Triest nach London und war damit der erste, der unter venezianischer Herrschaft die Straße von Gibraltar durchquerte. 1784 segelten die Brüder Petar und Anton Budinic im Auftrag eines venezianischen Handelshauses nach Jamaika. Kapitän Petar Jakov Leva wurde berühmt als der erste Seefahrer von der Ostküste der Adria, der 1834 das Kap Hoorn an der Südspitze von Südamerika mit einer Crew von nur 10 Mann umsegelte und bis nach Valparaiso in Chile fuhr. Ihm zu Ehren trägt das Kap Leva an der Hafeneinfahrt von Veli Lošinj seinen Familiennamen. 1843 umsegelte Kapitän Antun Busanic aus Veli Lošinj auf einer Reise nach Indien das Kap der Guten Hoffnung.
Anfang der 1850er Jahre wurde eine Schiffsgesellschaft von Veli Lošinj gegründet. Sie plante den Bau der Mole in der Rovenska-Bucht und errichtete dort eine Werft zum Bau von Segelschiffen.
Ende des 19. / Anfang des 20. Jahrhunderts endete die Zeit der Segelschifffahrt mit Schiffen und Kapitänen aus Lošinj. Sie hinterließ jedoch in den beiden Orten Mali und Veli Lošinj eine große Zahl repräsentativer Häuser von Schiffskapitänen und -eignern. Diese Häuser waren komfortabel ausgestattet, hatten große Gartenanlagen mit Pflanzen, die teilweise von den Schiffsreisen mitgebracht waren und dienten den in dieser Zeit ankommenden ersten Touristen als Unterkünfte.

### Entwicklung des Kurwesens und Tourismus

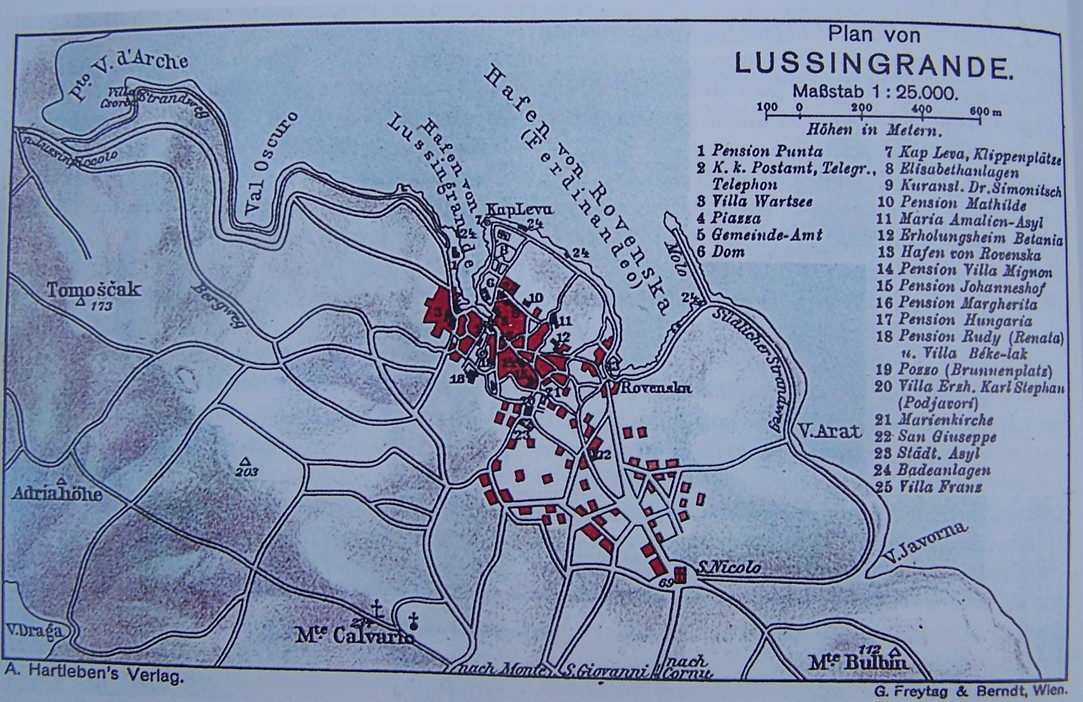
Stadtplan (1912) mit Einrichtungen für Gäste

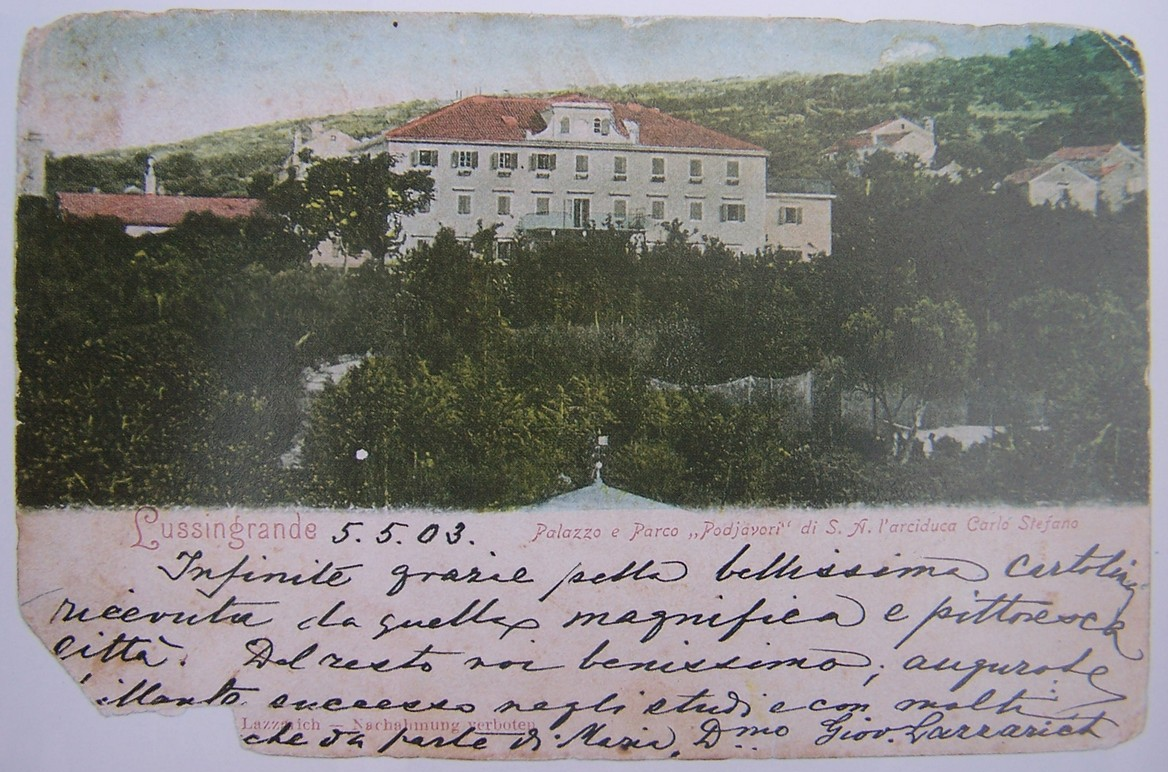
Schloss des Erzherzogs Karl Stephan mit Parkanlage, historische Postkarte von 1903

Der Hauptgrund dafür, dass Lošinj die erste Touristeninsel an der damals Österreichischen Riviera wurde, war das sehr milde Klima mit einer Durchschnittstemperatur von jährlich 15,7 Grad Celsius. Der Lošinjer Meteorologe und Biologe Ambroz Haračić hatte während der 1880er Jahre seine systematischen meteorologischen Untersuchungen publiziert. Dadurch wurde das Klima Lošinjs in medizinischen Kreisen als potentiell heilwirksam angesehen. Zwei angesehene Wiener Ärzte, Leopold Schrötter und Conrad Clar, wollten das persönlich herausfinden. Clar hatte 1885 seinen Sohn dabei, der gerade an einer heftigen Rachenerkrankung litt. Die beiden Ärzte waren von dessen schneller Genesung so beeindruckt, dass sie ihren österreichischen Kollegen Lošinj begeistert empfahlen. Damit gaben sie auch Professor Haračić und den Offiziellen der Insel einen starken Impuls, die Insel als zukünftige Kurinsel herzurichten. Im April 1886 wurde eine „Gesellschaft zur Aufforstung und Verschönerung“ gegründet. Sie pflanzte in vier Jahren 250.000 Piniensetzlinge und legte damit den Grundstock für die heutige üppige Bewachsung. Die Touristenvereinigung Mali Lošinj als Vorläufer des heutigen Tourismusverbands entstand im März 1887 zunächst als Zweigverein des Österreichischen Touristenklubs. 1888 erschien in Wien ein erster Reiseführer für Lošinj. Zu dieser Zeit hatte Veli Lošinj ungefähr 2000 Einwohner.
Eine Schlüsselrolle für die Entwicklung des Tourismus auf Lošinj war die Einrichtung des Dampfschifflinienverkehrs mit Triest, Rijeka und Pula. Dadurch war die Insel mit den neugebauten Eisenbahnlinien nach Wien und Budapest verknüpft. So stand bereits in den 1880er Jahren Lošinj auf den Fahrplänen zwischen den Zentren in Mitteleuropa und Zielen zunächst an der nördlichen und dann an der südlichen Adria.
Ein weiterer starker Impuls für den Tourismus kam von Mitgliedern der österreichischen Herrscherfamilie. Erzherzog Karl Stephan kam 1885 erstmals nach Veli Lošinj und blieb dort mit Unterbrechungen bis 1915. Er kaufte hier zunächst eine ehemalige Kapitänsvilla. 1890 baute er im Ortsteil Podjavori ein eigenes neues Schloss mit einer großen Parkanlage. Kronprinz Rudolf besuchte die Insel 1887, Erzherzog Franz Ferdinand erholte sich 1895 dort sechs Wochen lang von einer Tuberkulose-Erkrankung. Mehrfach kam Kaiser Franz Joseph nach Lošinj. Im Gefolge dieser Herrschaften besuchten zahlreiche Hofbedienstete, Adlige und andere Wohlhabende die Insel. Eine adlige österreichische Gesellschaft gründete ein erstes Kinderheim.
1892 wurden Mali und Veli Lošinj durch Gesetz zu Klimakur- und Wintererholungsorten erklärt. Das gesamte Kurwesen wurde einer Kurkommission unterstellt, die aus den Bürgermeistern der beiden Städte, dem Bezirksarzt und Vertretern der Stadträte beider Orte, einschließlich von durch die Kurgäste gewählten Vertretern, bestand. Die Saison dauerte vom 1. Oktober bis 31. Mai. Zwei- bis dreimal monatlich wurde eine deutschsprachige Kurzeitung herausgegeben und verteilt („Kur- und Fremdenliste“).
Seit Anfang des 20. Jahrhunderts entwickelte sich auch ein Badetourismus im Sommer. Die Verbindung mit dem winterlichen Kurtourismus führte zu einer damals außergewöhnlichen Ganzjahres-Saison mit einem Höhepunkt im Jahr 1913 mit geschätzt 250.000 Übernachtungen (Mali und Veli Lošinj zusammen).
Der Erste Weltkrieg brachte einen abrupten Abbruch, der zunächst durch die Unterbrechung des Schiffsverkehrs bedingt war. Die italienische Herrschaft (ab 1918) verbot dann die Unterbringung von Kranken auf der Insel. Die ökonomischen Krisen der Zwischenkriegszeit brachten einen weiteren Rückgang. Nach der Kapitulation Italiens im September 1943 quartierte sich die deutsche Wehrmacht in früheren Hotels ein. Dies hatte gegen Kriegsende deren teilweise Zerstörung durch Bombardierungen der Alliierten zur Folge.
Im Zuge der Verstaatlichung wurden 1948 die meisten noch existierenden touristischen Einrichtungen von der Gesellschaft „Jadranka“ übernommen, die sie nach und nach wieder aufbaute oder anderen Gesellschaften als Erholungseinrichtungen für deren Beschäftigte übertrug. Auch ehemals private Villen wurden verstaatlicht und als Erholungseinrichtungen für Betriebe genutzt. Eine Besonderheit war die Nutzung des Kinderkrankenhauses im ehemaligen Schloss des Erzherzogs Karl Stephan für Kinder aus der DDR seit Ende der 1960er Jahre bis zur deutschen Wiedervereinigung. Das Haus verlor 1993 den Status als Krankenhaus und wird jetzt noch in kleinem Umfang als Kureinrichtung (Lječilište Veli Lošinj) betrieben.
Anfang der 1990er Jahre waren in einigen der infolge des Kroatienkriegs leerstehenden Ferienunterkünften Kriegsflüchtlinge aus Ostslawonien und anderen Teilen Kroatiens, später auch aus Bosnien, untergebracht. Neben humanitärer Hilfe durch örtliche Organisationen organisierte die Nichtregierungsorganisation „Suncokret“ („Sonnenblume“) dort Programme vor allem für Kinder und Jugendliche und brachte auch eine größere Zahl internationaler Freiwilliger in den Ort.
Im Jahr 2018 wurde ein Rennen des UCI Mountain Bike World Cups in Veli Lošinj ausgetragen und rückte damit Veli Lošinj ins internationale Rampenlicht. Alte Pfade zwischen den Steinmauern wurden für die Streckenführung nahezu unverändert verwendet und um einige künstliche Sprungschanzen und Geländestufen ("Drops") ergänzt. Aufgrund des außergewöhnlich rauen Geländes war die Strecke besonders anspruchsvoll für Material und Fahrer. Startpunkt war der Hügel Sv. Ivan mit einem (eigens errichteten) hölzernen Startturm, Zieleinfahrt mitten im Hafen von Veli Lošinj. Die Logistik fand Platz auf der großen Parkplatzanlage von Rovenska. Einige, für Hobbysportler nicht überwindbare "Gaps" (Gräben zwischen Sprungschanze und Landezone) wurden nach dem Rennen verfüllt, und sind nun auch für geübte Hobby-Downhiller fahrbar. Die Strecke ist weiterhin offen und wird vom örtlichen Lošinj Athletic Club sowie MTB Trbovlje aus Slowenien ehrenamtlich gepflegt – den beiden Vereinen, die auch mit ihrem Engagement den Weltcup nach Veli Lošinj führen konnten.

### Entwicklung der Infrastruktur

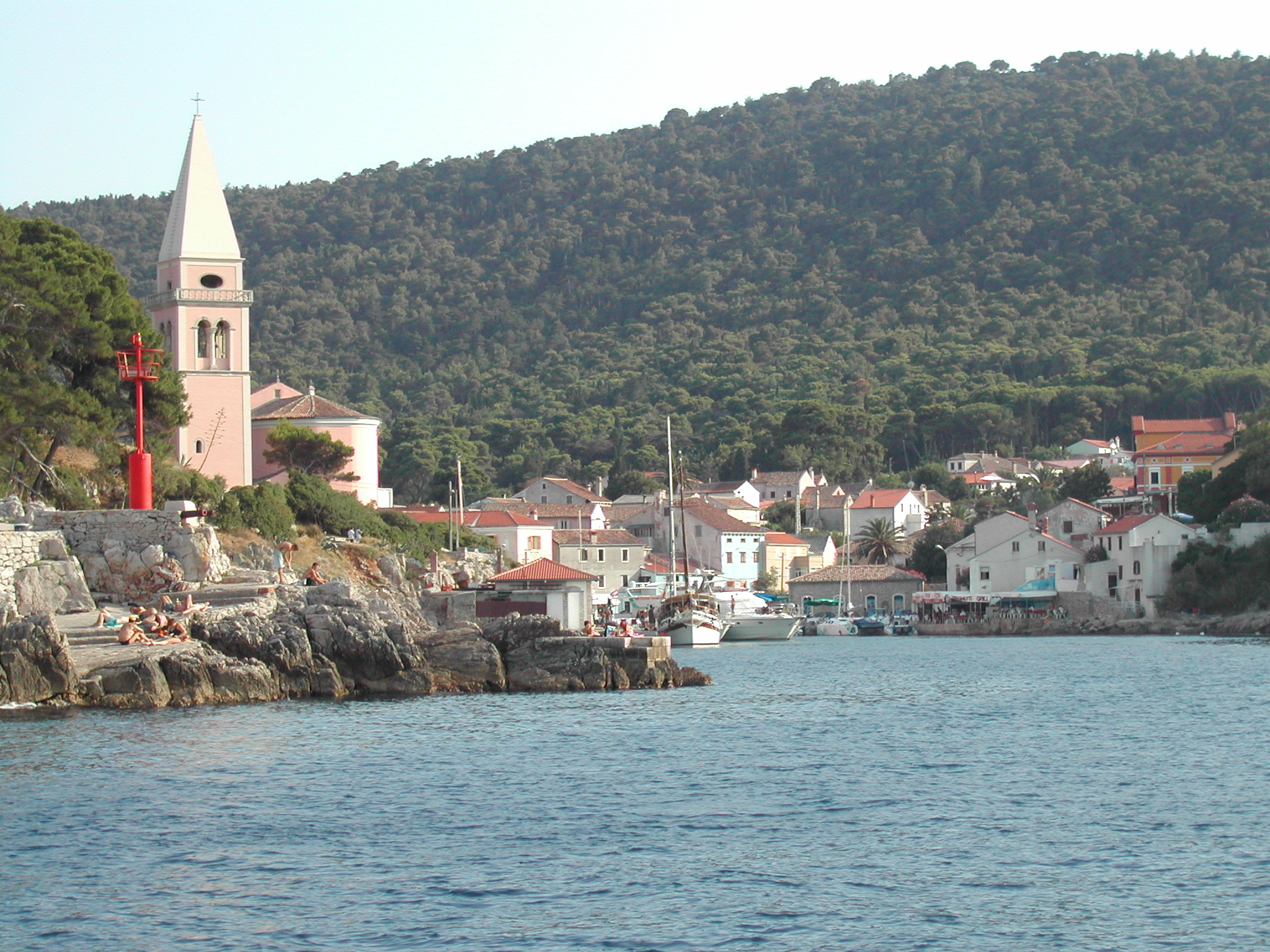
1910 wurde in Mali Lošinj ein Elektrizitätswerk gebaut. Die Stromleitung wurde bis Veli Lošinj installiert, so dass Hotels, Pensionen, öffentliche Gebäude und auch einige private Gebäude versorgt werden konnten.
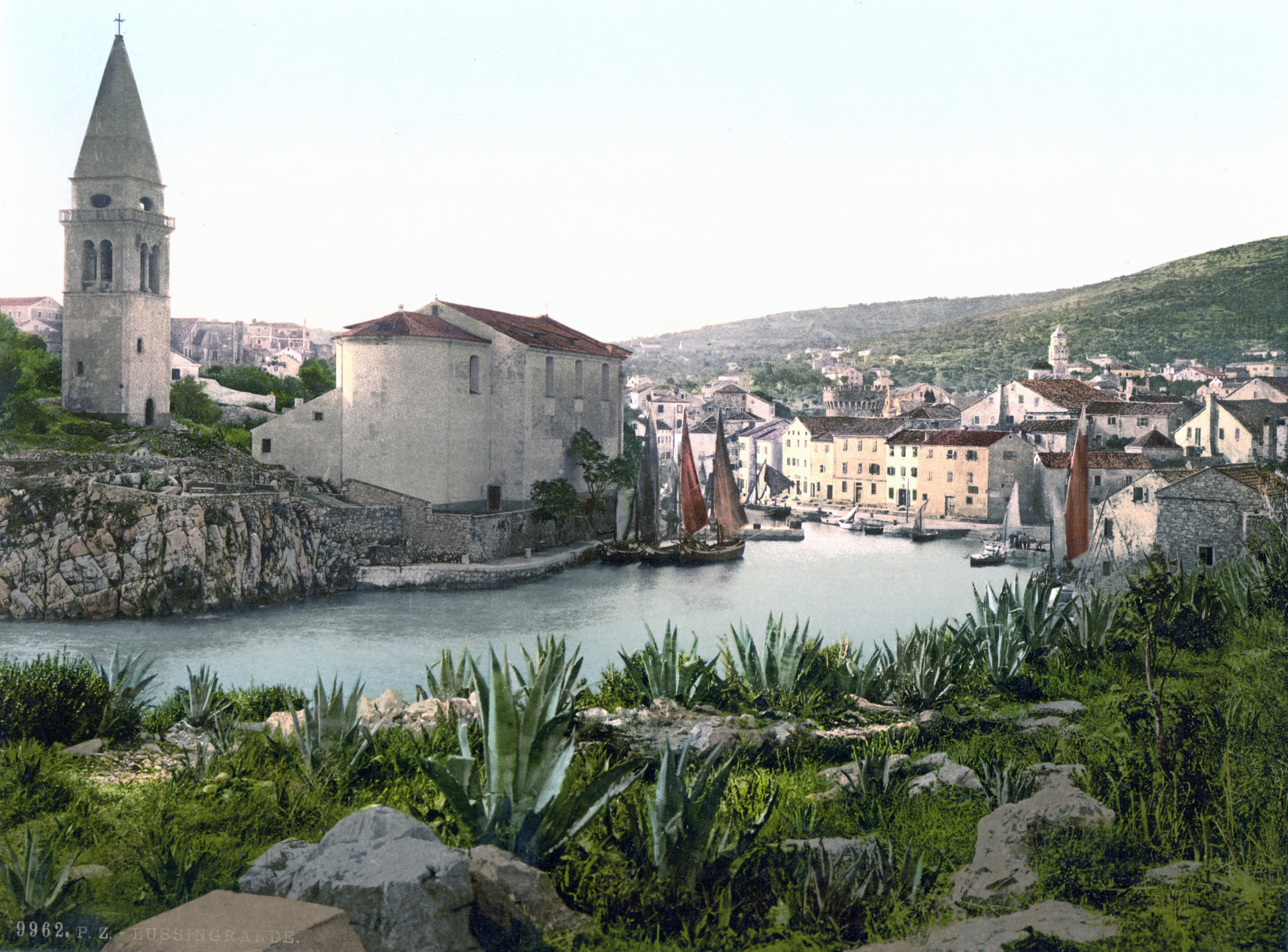
Veli Lošinj („Lussingrande“) um 1900
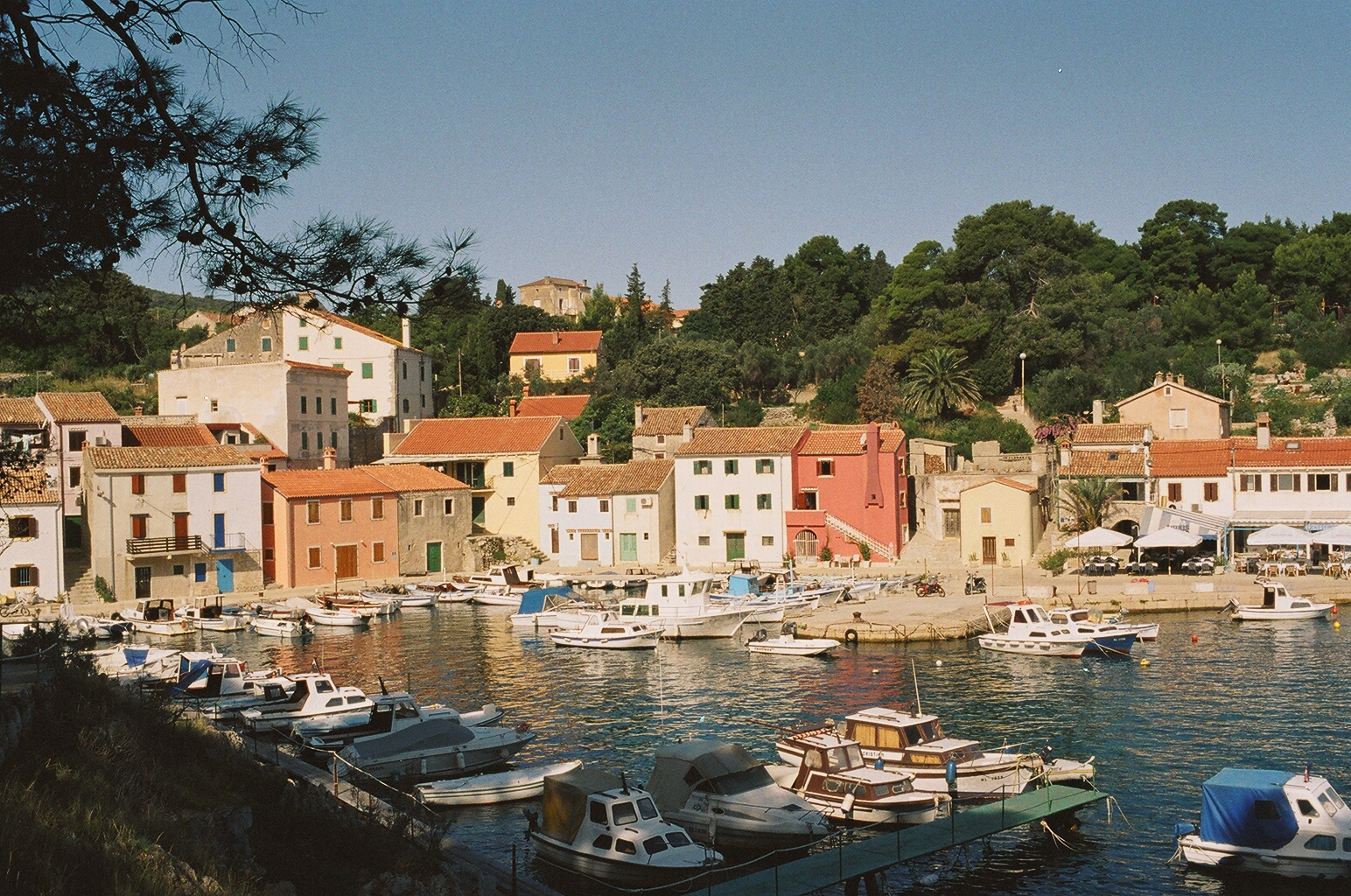
Der Hafen von Rovenska
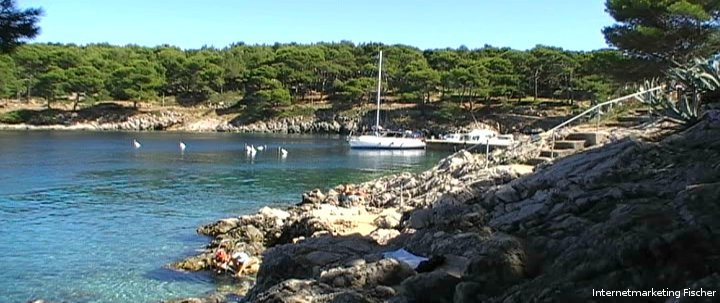
Einfahrt zum Hafen von Rovenska
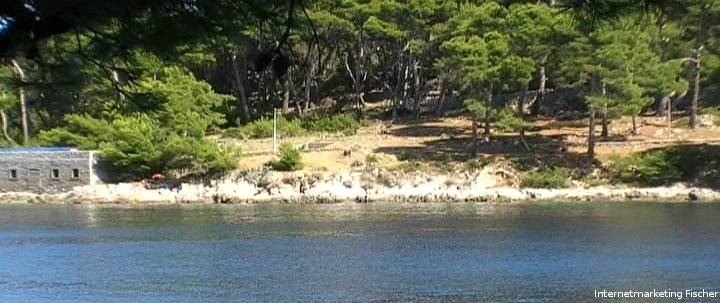
Die alte Badestelle von Rovenska

- 1963 wurde ein Trinkwasser-Versorgungssystem vom Vransko-See auf der Nachbarinsel Cres bis nach Veli Lošinj gebaut.
- Seit 1964 bekommt Lošinj Strom vom Festland.
- 1965 wurde das Hotel Punta I mit 314 Betten eröffnet
- 1968 wurde die Straße von Porozina bis Veli Lošinj asphaltiert.
- 1971 wurde ein Altenheim eingerichtet, das seit 1996 den Namen des Wohltäters Marko A. Stuparić trägt.
- 1986 wurde die Hotelanlage Punta II mit 516 Betten eröffnet.
- 1987 wurde die Wasserleitung bis Rovenska erweitert und im ganzen Ort eine Kanalisation gebaut.
- 1995 wurde ein neuer städtischer Kindergarten eröffnet.
- Im Jahr 2008 erhielt Veli Lošinj den Preis „Die Blaue Blüte“ als der am besten gepflegte Ferienort an der Adria. Diese Auszeichnung wurde erneut 2012 in der Kategorie der Orte bis 1000 Einwohner verliehen.

## Persönlichkeiten
- Renzo Stefani (1922–2007), italienischer Zoologe und Hochschullehrer